# Capitalism 3.0
Capitalism 3.0 är en bok av författaren och entreprenören Peter Barnes. Barnes argumenterar i boken för en ny kapitalism, där makten delas mellan företag, politiska institutioner och allmänningsstiftelser. Med allmänningar avser han allt sådant som "vi får gratis" genom födseln. Hav och sjöar är allmänningar, liksom all mark, all luft, all DNA o.s.v. Men till allmänningar räknar han också sådant som kultur, institutioner och infrastruktur. De materiella och immateriella resultaten av föregående generationers arbeten är således allmänningar för nu levande generationer, och resultatet av nu levande generationers arbete blir till allmänning för kommande generationer. Det som Gud eller evolutionen skapat i form av levande och död materia är också allmänningar, eftersom det inte skapats av någon människa och således bör ingen människa heller kunna ta patent på dessa "uppfinningar". Barnes tänker sig att åtminstone vissa av dessa allmänningarna bör ägas av stiftelser med det övergripande målet att resurserna inte skall förbrukas, och där vinsten går till att hålla resurserna vid god hälsa samt till basinkomst eller dylikt. 

## Östersjön som allmänning
Ett exempel som tas upp i boken är Östersjön som allmänning, ägd av en stiftelse. Denna stiftelse kan arrendera ut fiskerätter och sälja utsläppsrätter i den utsträckning som havets ekologi tillåter (det övergripande målet). Inkomsterna (efter administration) kan sedan fördelas på två poster.
- Vård av ägorna i kombination med stöd till forskning för att finna just vad det övergripande målet tillåter.
- Ekonomisk utdelning enligt principen lika andel till varje enskild levande människa bosatt i berört område.

## Recensioner
- http://www.dn.se/kultur-noje/debatt-essa/kapitalismen-30 Christer Sanne recenserar i DN

## Externa sidor
- https://web.archive.org/web/20100325153716/http://capitalism3.com/